# 人間椅子
人間椅子（日语：／）是日本的三人搖滾樂團。於1987年由青森縣弘前市出身的和嶋慎治與鈴木研一所組成。類似於黑色安息日等英國風硬式搖滾的樂風、卻搭配純日本和風的歌詞、獨特的音樂性為其特徵。

## 樂團歷史
由日本青森縣立弘前高等學校的同校同學和嶋慎治（吉他）與鈴木研一（貝斯）所組成。兩人是從中學時期（和嶋是市立第三中學校、鈴木是市立第四中學校）開始，透過市內的學生會等活動而有所交流（鈴木是學生會長、和嶋則是擔任圖書委員長），當時他們彼此互借KISS等樂團的唱片，之後更因進入同一所高中而開始一起作曲。當時作的曲目有和嶋的「御伽姫」（讓鈴木說出「你說不定是入錯行了啊」（意譯）的佳曲、是一首民歌風味的情歌）、鈴木的「デーモン（DEMON）」（從曾為倫理教師的友人的父親的藏書將內容引用為歌詞。據說由此發展成「マンドラゴラの花」的riff）等。這些曲目日後在青森縣地方電視台的節目「人間椅子俱樂部」中披露出來。和嶋至今仍保留當時作曲的筆記本，其中亦有名為「赤い月」、是已可窺見現今的人間椅子樂曲底蘊的曲子。另外在高中的文化祭上，也曾以人間椅子的原型「去死去死團」表演硬式搖滾風的曲子。
高中畢業後，兩人均前往東京就學，雖然和嶋就讀的是駒澤大學佛教學部、鈴木就讀的是上智大學外國語學部俄羅斯語學科，但兩人之間深厚的友誼並未因此中斷。某一天，大學即將畢業卻仍未找到工作的和嶋、在唱片行物色藍調音樂的唱片時，偶然遇到工作面試結束後正要返家的鈴木，被他說「和嶋，啊啊，還是別去上班，來搞樂團吧」，在此勸誘下開始正式的音樂活動。附帶一提，此時的鈴木不管自己已被內定要進入日立建機公司，就這麼把工作給踢掉了。
1987年，以「去死去死團」（此團名的由來是特攝節目「彩虹化身俠」的敵對組織「去死去死團」）開始正式的音樂活動。但後來發現原來已經有一個同名的「大日本帝國初代新所澤愚連隊去死去死團」，遂將團名改為取自江戶川亂步的同名短篇小說「人間椅子」。再，被淘汰的候補團名還有同為江戶川亂步的小說的「詐欺師與空氣男」，在日後成為精選輯的標題。和嶋在該精選輯的解說中將鈴木定位成「詐欺師」，將自己定位成「空氣男」。
1989年，在TBS系列播放的深夜節目「三宅裕司的魅力樂團天國」登場並演奏了「陰獸」。因為鈴木奇特的衣裝（原本是受到彼得·蓋布瑞爾在創世紀樂團時期奇裝異服的啟發，但無論怎麼看都像鬼太郎裡面鼠男一角的裝扮。是使用被鈴木用舊了變成灰色的棉被的布料作成的）一度讓人以為是色物樂團（指以奇特造型來吸引人們的樂團），但與之相反的是非常卓越的演奏技術、並展現出壓倒且獨特的世界觀，甚至從毒舌的評審委員們那裡得到該節目史上少有的「藍燈連發」大力讚賞而順利完成演奏。再，因當時的評審委員們將他們的音樂取了「文藝搖滾」這樣的名稱，形成之後得到高評價的樂團都會有評審委員給予「XX搖滾」頭銜這樣的慣例。據說這對評審和樂團雙方都造成很大的困擾。附帶一提被選為挑戰者的是JITTERIN'JINN樂團。
1990年，在メルダック（德間日本旗下的廠牌）正式出道。雖然搭上當時正興盛的樂團風潮、以日本少數70年代基調的硬式搖滾樂團為人所知，但在樂團風潮退去後也有過幾番浮沉。在歷經數次的鼓手輪替以及再度以地下樂團身份活動的時期後、所幸樂團仍得以存續。
2004年6月，ナカジマノブ以第4代鼓手的身份加入樂團。
2007年，在新宿LOFT舉行的「獵奇大作戰～赤色的夕陽將校舍染紅，在你的額上釘釘子」活動，與當年成為更改團名關鍵的「去死去死團」首次共同演出。
2009年，為紀念樂團活動20週年發表「人間椅子傑作選～20週年紀念BEST盤」。
2011年，發表通算第20張專輯「此岸禮讚」。
2013年5月12日，在由奧齊·奧斯本所主辦的Ozzfest 2013登場演出，同年8月發表了「萬燈籠」專輯。
2014年6月，在前作發表過了約一年後發表通算第22張「無頼豊饒」，並舉行了與專輯同名的25週年紀念巡迴。
2015年9月27日播放的MBS・TBS系電視劇『JK是雪女』擔任原聲帶製作。初次為影像作品提供樂曲。
2016年2月3日，發表專輯「怪談 そして死とエロス」。同年8月6日，首次於ROCK IN JAPAN FESTIVAL 2016登場。
2019年6月5日发表专辑「新青年」，获得了当周Oricon公信榜第14位排名，为乐队专辑销量历史最高排名。 专辑内歌曲「無情のスキャット」的MV在YouTube平台发布后获得了來自歐美的大量观看次数和赞赏。
2020年2月，在柏林、波鸿、伦敦进行了首次海外巡回演出。

## 成員

### 現在的成員
和嶋慎治（わじま しんじ／Wajima Shinji）（吉他）
1965年12月25日生，青森県弘前市出身。B型。暱稱是「ワジー」（Wa-Jii）。其他成員則稱他為「和嶋君」。父親是國語老師，自幼為文學所傾心。受到喜愛荒井由實等音樂的姊姊影響而開始接觸披頭四樂團和吉他。喜愛閱讀「MU」雜誌。使用自製的效果器。
與山本征史（夜叉、STAND等）・金光健司（ex PRECIOUS、AKIMA&NEOS、STAND等）組成藍調組合「和嶋工務店」、與水戸華ノ介・内田雄一郎・ナカジマ組成「華吹雪」、與鈴木博文・白井良明・武川雅寛組成自彈自唱組合「四人衆」、與武川的二重唱編制「くじら日和（鯨日和）」等、在人間椅子以外的樂團也很活躍。曾以吉他手身份參與桃色幸運草Z的樂曲『黑色週末』。
鈴木研一（すずき けんいち／Suzuki Ken-ichi）（貝斯）
1966年3月11日生、青森県弘前市出身。A型。暱稱是「研ちゃん」（Ken-Chan）。喜愛柏青哥・鐵道・甜食・ねぷた（Neputa，弘前市的祭典）・昆蟲。曾經學習空手道。大學時代是人形劇社團「チロリン村」的成員，曾擔任王子的角色。每年到了ねぷた祭典舉行的時期都會返回故鄉弘前，因此在那期間不會參與人間椅子的活動。
在高圓寺SHOW BOAT所舉辦的DJ活動「硬式搖滾喫茶Nazareth」的主持人。十六歲時曾目擊不明飛行物體，這層經歷相當影響了樂團的音樂創作風格。
ナカジマノブ （なかじま のぶ／Nakajima Nobu）（爵士鼓）
1966年9月20日生、東京都杉並區出身。A型。本名中島慶信（なかじま よしのぶ／Nakajima Yoshinobu）、暱稱是「ノブ」（Nobu）或「ノブさん」（Nobu-san）、「アニキ」（Aniki／大哥）、「ダムさん」（Damu-san／水壩）。喜愛漢堡和肉類等食物、以及漫畫家日野日出志。在高圓寺土生土長。畢業於杉並第八小學。對於日本動畫（Anime）喜愛到學生時代曾組成動畫研究會的程度、並且有收集手錶等各類物品的收集廦。因喜歡尋訪各地水壩進而收集水壩卡。擁有多數日野日出志的原畫等物品、是日本屈指可數的粉絲。
第二代花枝天婦羅（Ika-ten，即「三宅裕司的魅力樂團天國」節目的諧音暱稱）的王者樂團GEN的前成員。為「華吹雪」等其他多數樂團的成員、有時一個月會有十場以上的現場表演。因此每年在他的生日9月20日會舉行名為「のぶ博」（Nobu博覽會）的活動、所有演出樂團的鼓手皆由他擔任。

### 前成員
上館徳芳
第一期鼓手（1987年 - 1992年）
後藤マスヒロ
第二期・第四期鼓手（1993年 - 1995年、1996年 - 2003年）
土屋巌
第三期鼓手（1995年 - 1996年）

## 作品

### 专辑
| #    | 发售日         | 专辑名                | 吉他     | 贝斯     | 鼓           |
| ---- | -------------- | --------------------- | -------- | -------- | ------------ |
|      | 1989年11月10日 | 人間椅子              | 和嶋慎治 | 鈴木研一 | 上館徳芳     |
| 1st  | 1990年7月21日  | 人間失格              | 和嶋慎治 | 鈴木研一 | 上館徳芳     |
| 2nd  | 1991年3月13日  | 桜の森の満開の下      | 和嶋慎治 | 鈴木研一 | 上館徳芳     |
| 3rd  | 1992年6月21日  | 黄金の夜明け          | 和嶋慎治 | 鈴木研一 | 上館徳芳     |
| 4th  | 1993年10月21日 | 羅生門                | 和嶋慎治 | 鈴木研一 | 後藤マスヒロ |
| 5th  | 1995年12月10日 | 踊る一寸法師          | 和嶋慎治 | 鈴木研一 | 土屋巌       |
| 6th  | 1996年9月20日  | 無限の住人            | 和嶋慎治 | 鈴木研一 | 土屋巌       |
| 7th  | 1998年2月21日  | 頽廃芸術展            | 和嶋慎治 | 鈴木研一 | 後藤マスヒロ |
| 8th  | 1999年3月25日  | 二十世紀葬送曲        | 和嶋慎治 | 鈴木研一 | 後藤マスヒロ |
| 9th  | 2000年6月21日  | 怪人二十面相          | 和嶋慎治 | 鈴木研一 | 後藤マスヒロ |
| 10th | 2001年9月21日  | 見知らぬ世界          | 和嶋慎治 | 鈴木研一 | 後藤マスヒロ |
| 11th | 2003年1月22日  | 修羅囃子              | 和嶋慎治 | 鈴木研一 | 後藤マスヒロ |
| 12th | 2004年9月29日  | 三悪道中膝栗毛        | 和嶋慎治 | 鈴木研一 | ナカジマノブ |
| 13th | 2006年2月22日  | 瘋痴狂                | 和嶋慎治 | 鈴木研一 | ナカジマノブ |
| 14th | 2007年8月8日   | 真夏の夜の夢          | 和嶋慎治 | 鈴木研一 | ナカジマノブ |
| 15th | 2009年11月4日  | 未来浪漫派            | 和嶋慎治 | 鈴木研一 | ナカジマノブ |
| 16th | 2011年8月3日   | 此岸礼讃              | 和嶋慎治 | 鈴木研一 | ナカジマノブ |
| 17th | 2013年8月7日   | 萬燈籠                | 和嶋慎治 | 鈴木研一 | ナカジマノブ |
| 18th | 2014年6月25日  | 無頼豊饒              | 和嶋慎治 | 鈴木研一 | ナカジマノブ |
| 19th | 2016年2月3日   | 怪談 そして死とエロス | 和嶋慎治 | 鈴木研一 | ナカジマノブ |
| 20th | 2017年10月4日  | 異次元からの咆哮      | 和嶋慎治 | 鈴木研一 | ナカジマノブ |
| 21st | 2019年6月5日   | 新青年                | 和嶋慎治 | 鈴木研一 | ナカジマノブ |
| 22st | 2021年8月4日   | 苦樂                  | 和嶋慎治 | 鈴木研一 | ナカジマノブ |

### 精选集
| #   | 发售日         | 专辑名                                 |
| --- | -------------- | -------------------------------------- |
| 1st | 1994年9月21日  | ペテン師と空気男〜人間椅子傑作選〜     |
| 2nd | 2002年8月21日  | 押絵と旅する男〜人間椅子傑作選 第2集〜 |
| 3rd | 2009年1月21日  | 人間椅子傑作選 二十周年記念ベスト盤    |
| 4th | 2014年12月3日  | 現世は夢 〜25周年記念ベストアルバム〜  |
| 5th | 2019年12月11日 | 人間椅子名作選 三十周年記念ベスト盤    |

## 外部連結
- 人間椅子オフィシャルサイト（公式サイト） （页面存档备份，存于）
- レーベルによる公式サイト （页面存档备份，存于）
- NINGEN ISU(人間椅子)Official的X（前Twitter）
- 人間椅子的Facebook專頁
- 人間椅子的Instagram帳戶
- YouTube上的人間椅子頻道
- 人間椅子公式Blog （页面存档备份，存于）（2007年10月 - 2015年1月）